# Bulbophyllum polyrrhizum
Bulbophyllum polyrrhizum är en orkidéart som beskrevs av John Lindley. Bulbophyllum polyrrhizum ingår i släktet Bulbophyllum och familjen orkidéer. Inga underarter finns listade i Catalogue of Life.